# Димброка
Димброка (рум. Dâmbroca) — село у повіті Бузеу в Румунії. Входить до складу комуни Седжата.
Село розташоване на відстані 101 км на північний схід від Бухареста, 10 км на схід від Бузеу, 91 км на захід від Галаца, 120 км на південний схід від Брашова.

## Населення
За даними перепису населення 2002 року у селі проживали 1324 особи, з них 1321 особа (99,8%) румунів. Рідною мовою 1322 особи (99,8%) назвали румунську.